# GE Transportation Systems

Logo

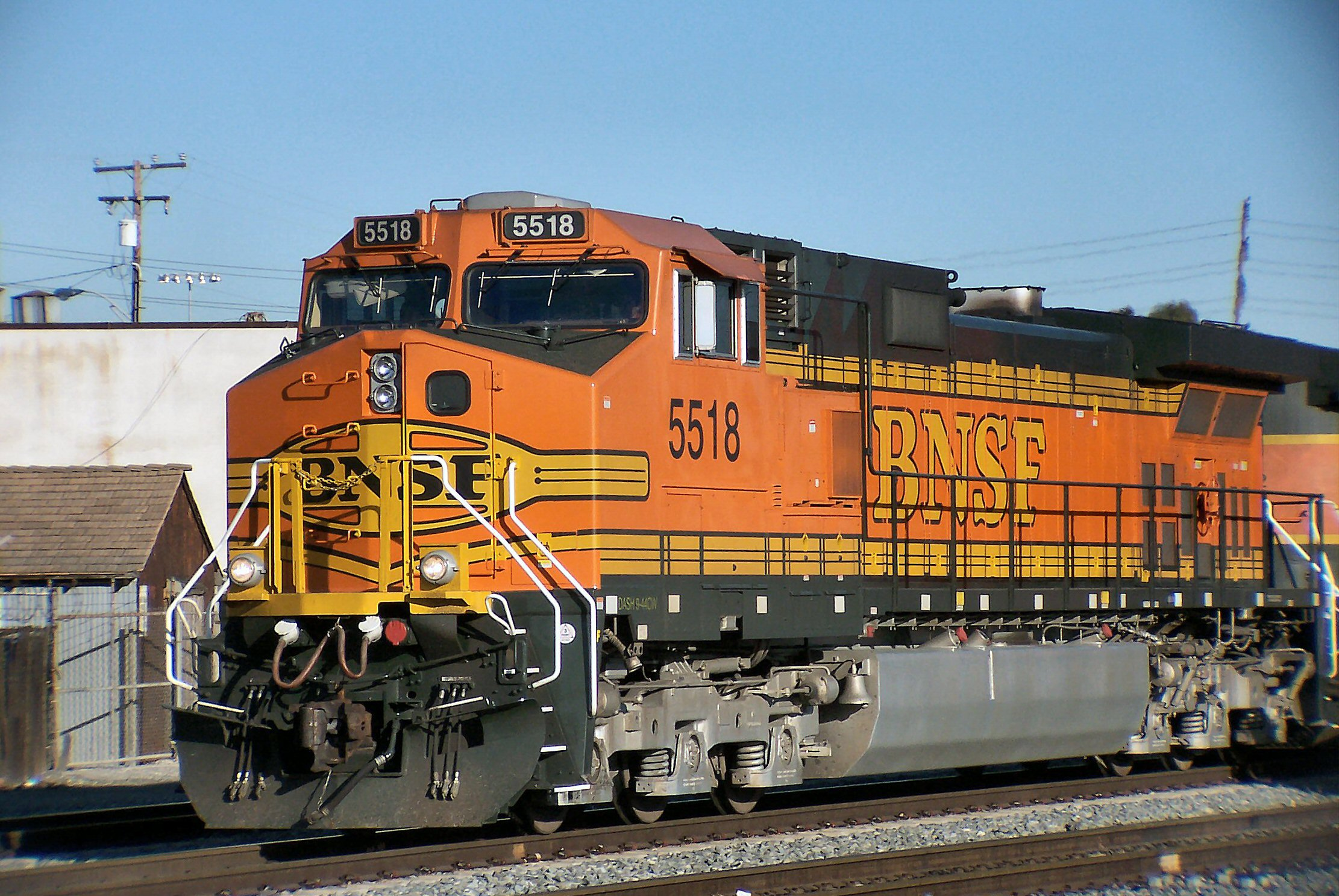
GE Dash 9-44CW

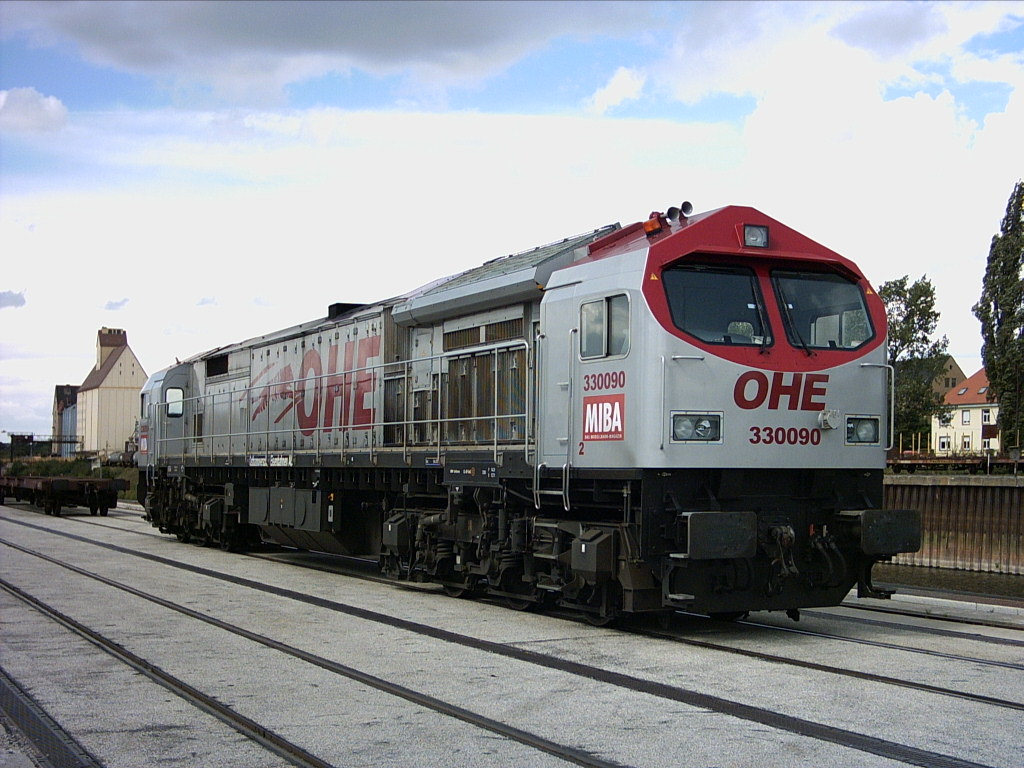
Ein Gemeinschaftsprodukt von GE und ADtranz: Der Blue Tiger

GE Transportation Systems (GETS) war ein US-amerikanischer Hersteller von Schienenfahrzeugen, Triebwagen und Bahninfrastruktursystemen. GETS gehörte zum amerikanischen General-Electric-Konzern, einem der umsatzstärksten Mischkonzerne der Welt. Am 25. Februar 2019 fusionierte GE Transportation Systems mit dem Bahntechnikhersteller Wabtec.
Das Unternehmen hatte seinen Sitz in Chicago. Die wichtigste Produktionsstätte liegt in Erie in Pennsylvania. In Deutschland war bis ca. 2011 in Bad Dürkheim (Rheinland-Pfalz) ein Standort.
Als einer der größten Lieferanten für Eisenbahnunternehmen, Transportgewerbe und die Bergbauindustrie entwickelte GE Transportation Fracht- und Passagierlokomotiven, Bergbaufahrzeuge, Elektroantriebssysteme für Bohrköpfe sowie Dieselmotoren für die Schifffahrt und für stationäre Anwendungen.

## Geschichte
General Electric begann Anfang des 20. Jahrhunderts in den Markt für Elektrolokomotiven und später Diesellokomotiven einzusteigen. Zunächst erfolgte meist nur die Lieferung des elektrischen Teils des Fahrzeuges, während der mechanische Teil (Drehgestelle, Fahrzeugaufbau etc.) bzw. die Dieselmotoren von anderen Unternehmen geliefert wurde. So entstand ab 1924 eine feste Zusammenarbeit mit dem Lokomotivhersteller ALCo sowie dem Motorenhersteller Ingersoll-Rand. Diese Zusammenarbeit währte bis 1935. Nachdem ALCo erfolgreich eigene Dieselmotoren produzierte, erfolgte von 1940 bis 1953 eine Zusammenarbeit mit diesem Unternehmen, die als „ALCo-GE“ vermarktet wurde. Daneben wurde auch an andere Hersteller (Fairbanks-Morse) die elektrische Ausrüstung zugeliefert. So wurden die als Erie-built bezeichneten Lokomotiven auf Grund der beschränkten Produktionskapazitäten von FM bei General Electric in Erie produziert.
Ab Ende der 1950er Jahre stand General Electric auch ein eigener selbst entwickelter Dieselmotor zur Verfügung. Damit begann die erfolgreiche Produktion von Diesellokomotiven, die dazu führte, dass das Unternehmen zum größten Lokomotivhersteller auf dem amerikanischen Markt wurde.
GETS erwirtschaftete 2005 einen Umsatz von über drei Milliarden US-Dollar mit über 8000 Beschäftigten weltweit. Mitbewerber waren EMD, Siemens Transportation Systems und Bombardier Transportation.
2010 hatte GE Transportation mit dem Verkauf von Neufahrzeugen einen Umsatz von 1,02 Milliarden Euro und wurde vom Handelsblatt zu den zehn größten Eisenbahnherstellern der Welt gezählt.
General Electric war ab Mitte der 2010er Jahre bestrebt, sein Produktionsportfolio zu bereinigen. Deshalb wurde auch für die Lokomotivsparte ein Käufer gesucht. Im Mai 2018 wurde bekanntgegeben, dass GE Transportation mit Wabtec zu einem neuen Unternehmen fusionieren will.